# Рикдаг (маркграф Мейсена)
Рикдаг (Риктаг, Ригдаг) II (нем. Rikdag (Rigdag, Rictag); умер в январе 985) — маркграф Мейсена, Мерзебурга и Цайца с 982, граф Швабенгау, Хутици и Далеменци ранее, чем с 985. Во время своего правления Рикдаг объединил южную часть Саксонской Восточной марки и был одним из самых влиятельных людей в Восточной Саксонии.

## Биография
Происхождение Рикдага не установлено. Он, вероятно, происходил из боковой ветви рода Веттинов, и в этом случае его отцом мог быть граф Харцгау Фолькмар I (ум. до 961). Титмар Мерзебургский называет Рикдага родственником графа Гассегау Дитриха I фон Веттина. Эта же версия отображена в более позднем Саксонском анналисте.
Уже в 978 году в исторических источниках Рикдаг упоминается как маркграф. Предположительно он мог получить земли в маркграфстве Мейсен после смерти Титмара I, но, вероятнее всего, стал маркграфом Мейсена в 982 году. В 982 году армия императора Оттона III была разгромлена сарацинами в битве при Стило, в которой маркграф Гунтер погиб. После его смерти Рикдаг получил в управление маркграфства Мейсен, Цайц и Мерзебург. Тем самым под его властью оказалась вся южная часть Саксонской Восточной марки.
Узнав о поражении армии императора, в 983 году славянские племена, жившие на границе с Восточной Саксонией, подняли восстание, вторглись на территорию маркграфства Цайц и опустошили его, разграбив церкви и монастыри. Хафельберг, Гамбург и Бранденбург были разрушены. Тогда Рикдаг, маркграф Северной марки Дитрих фон Хальденслебен, епископ Хальберштадта Хильдевард и многие другие дворяне присоединились к войску, которым командовал архиепископ Магдебурга Гизельхер. В битве при Белькесхайме, недалеко от Штендаля, войска лютичей и гавелян были разбиты. Тем не менее, в ходе этой войны немцы потеряли земли на восточной стороне Эльбы.
В том же году Рикдаг и его сестра Эльсвинта построили и основали монастырь в Гербштедте. Эльсвинта стала первой его настоятельницей. Вскоре Рикдаг скончался и был похоронен в монастыре своей сестры. В том же году умер Дитрих, и смерть двух маркграфов ухудшила позиции управляемых ими территорий, ослабив защиту этих земель от набегов славян.
После смерти Рикдага Цайц, Мейсен и Мерзебург были переданы Эккехарду I. Сыну же Рикдага, Карлу, досталась территория в южном Швабенгау. Позднее, в 992 году, он полностью вернул себе графство Швабенгау, но в 1010 году был обвинён в заговоре и лишён всех своих земель, которые перешли к маркграфу Саксонской Восточной марки Геро II.

## Брак и дети
Жена: NN. Дети:
- Карл (ум. 28 апреля 1014, похоронен в Гербштедте), граф Швабенгау в 992—1010
- дочь; муж с 984/985 — Болеслав I Храбрый (ок. 967 — 17 июня 1025), князь Польши (992—1025 годы) и король Польши (в 1025 году), сын Мешко I, князя Польши, и чешской княжны Дубравки. После смерти Рикдага брак был аннулирован.
- Гербурга (ум. 30 октября 1022), аббатиса Кведлинбурга